# یوشکار اولا
یوشکار اولا (به روسی: Йошка́р-Ола́) شهری در روسیه و مرکز جمهوری ماری ال است.
جمعیت این شهر در سال ۲۰۰۲ برابر با ۲۸۱٬۱۶۵ نفر بود که با مهاجرت از اطراف به آرامی در حال افزایش است.
نام یوشکار اولا در زبان ماری به معنای «شهر سرخ» است. این شهر پیش از سال ۱۹۱۹ تزاریو-وکوکشایسک (به روسی: Царёвококшайск) و در میان سال‌های ۱۹۱۹ و ۱۹۲۷ کراسنوکوکشایسک نامیده می‌شد. این نام‌ها از نام رودخانه کوچک کوکشاگا گرفته شده که از میان شهر می‌گذرد.
یوشکار اولا در دوران شوروی از مراکز صنعتی و ترابری منطقه بود و گسترش زیادی یافت. پس از فروپاشی شوروی بیشتر کارخانه‌های این شهر نیز تعطیل شده و نیروی متخصص آن به شهرهای بزرگ‌تر روسیه مهاجرت کرده‌اند.
یک پایگاه راهبردی نیروی موشکی روسیه در نزدیکی این شهر قرار دارد.

## نگارخانه

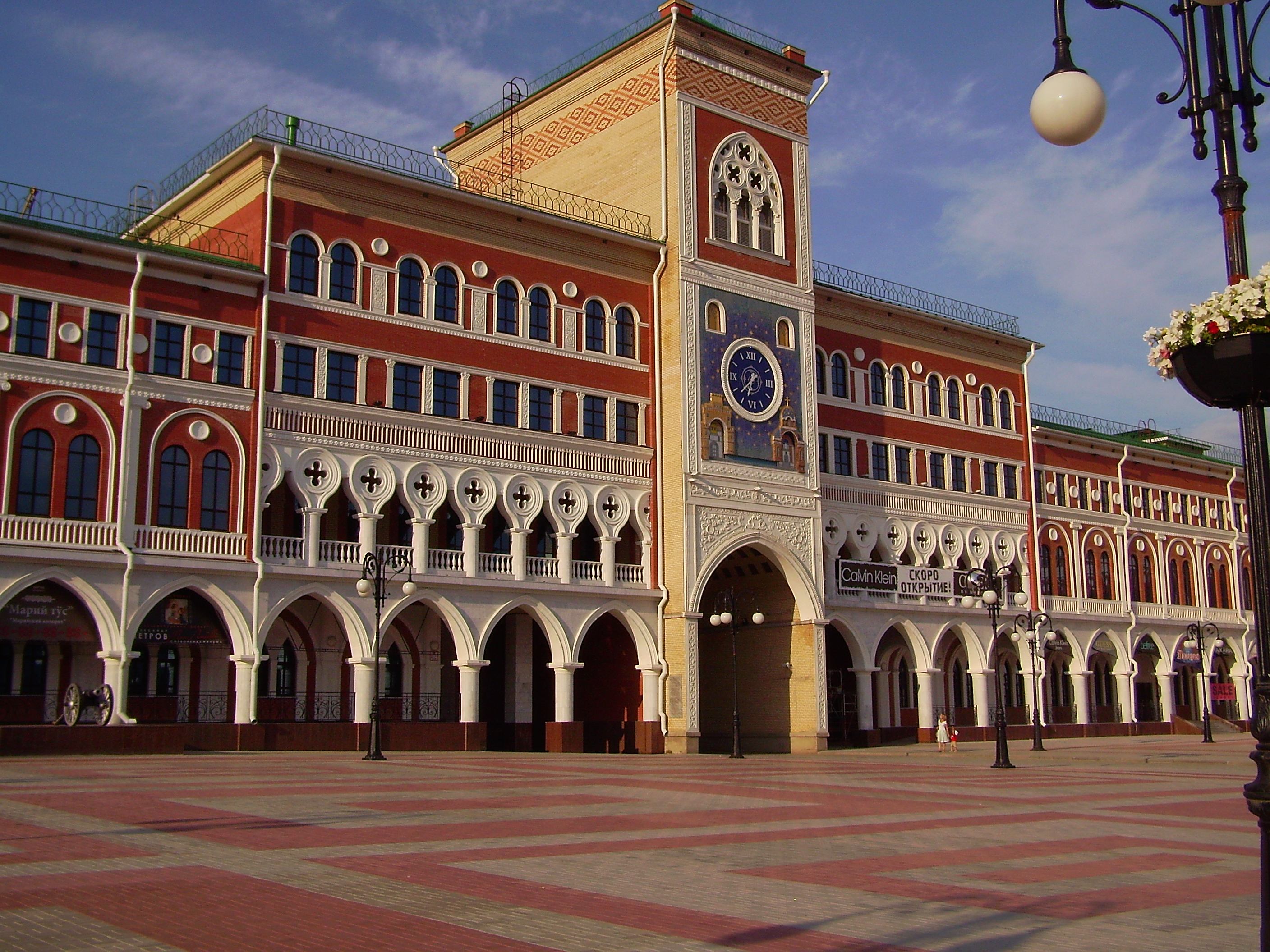
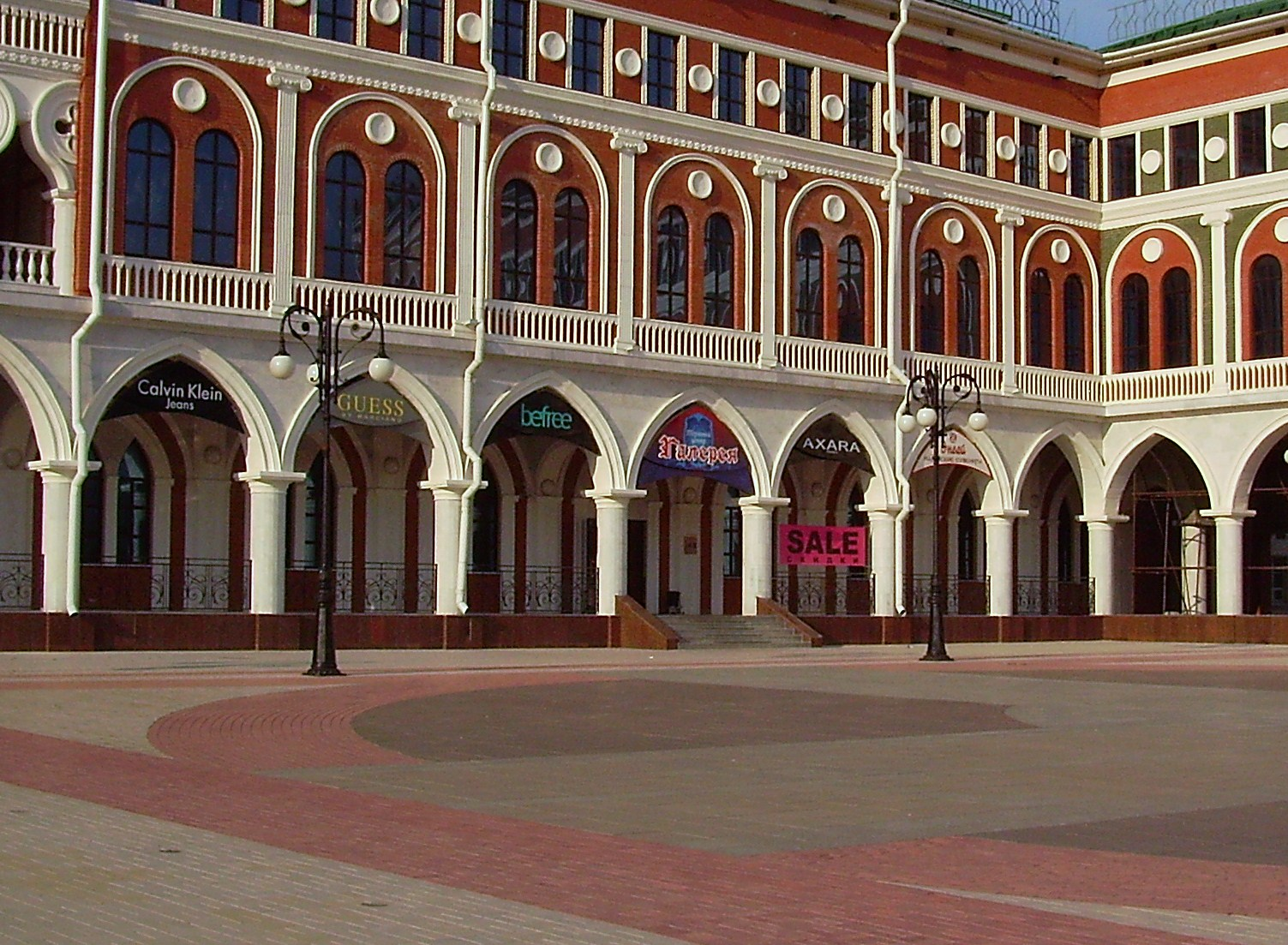
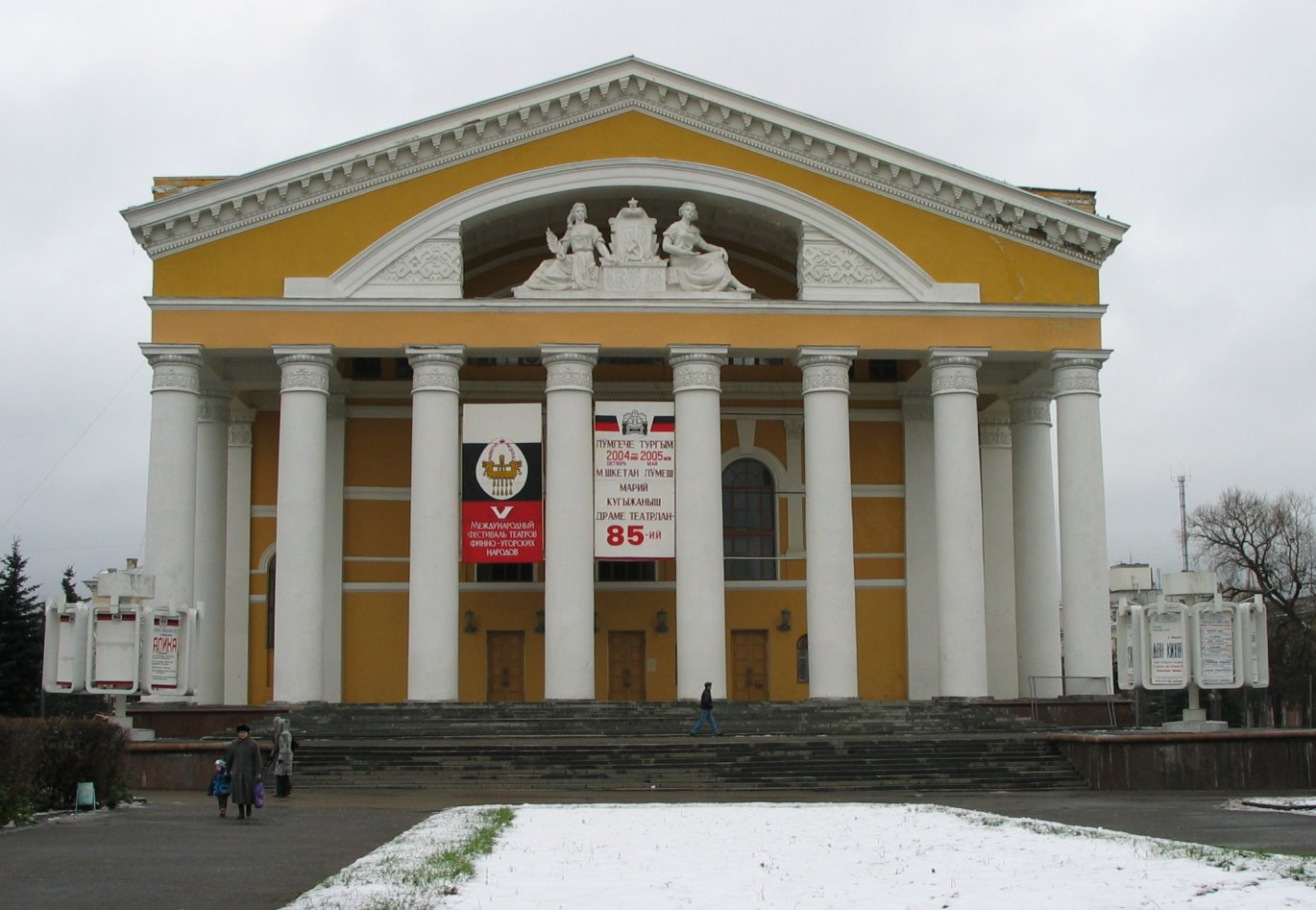